# Trofeo Matteotti 2016
Il Trofeo Matteotti 2016, sessantanovesima edizione della corsa e valevole come evento dell'UCI Europe Tour 2016 e della Coppa Italia 2016 categoria 1.1, si svolse il 17 luglio 2016 su un percorso di 195 km, con partenza e arrivo a Pescara, in Italia. La vittoria fu appannaggio dell'italiano Vincenzo Albanese, il quale completò il percorso in 4h41'36", alla media di 41,55 km/h, precedendo i connazionali Manuel Belletti e Davide Viganò.
Sul traguardo di Pescara 60 ciclisti, su 82 partenti, portarono a termine la competizione.

## Squadre e corridori partecipanti
| N.    | Cod. | Squadra                     |
| ----- | ---- | --------------------------- |
| 1-8   | ITA  | Italia                      |
| 11-18 | AND  | Androni Giocattoli-Sidermec |
| 21-28 | GAZ  | Gazprom-RusVelo             |
| 31-38 | NIP  | Nippo-Vini Fantini          |
| 41-48 | BAR  | Bardiani CSF                |
| 51-58 | WIL  | Wilier Triestina-Southeast  |

| N.      | Cod. | Squadra                |
| ------- | ---- | ---------------------- |
| 61-68   | GME  | GM Europa Ovini        |
| 71-78   | AMO  | Amore & Vita-Selle SMP |
| 81-88   | UNI  | Unieuro Wilier         |
| 91-98   | AZT  | d'Amico Bottecchia     |
| 101-108 | NMG  | Norda-MG.K Vis         |
| 111-115 | MKT  | Meridiana Kamen Team   |

## Ordine d'arrivo (Top 10)
| Pos. | Corridore           | Squadra    | Tempo    |
| ---- | ------------------- | ---------- | -------- |
| 1    | Vincenzo Albanese   | Italia     | 4h41'36" |
| 2    | Manuel Belletti     | Wilier     | s.t.     |
| 3    | Davide Viganò       | Androni    | s.t.     |
| 4    | Nicola Gaffurini    | Norda      | s.t.     |
| 5    | Marco Zamparella    | Amore & V. | s.t.     |
| 6    | Antonino Parrinello | d'Amico    | s.t.     |
| 7    | Evgenij Šalunov     | Gazprom    | s.t.     |
| 8    | Marco Marcato       | Italia     | s.t.     |
| 9    | Mauro Finetto       | Unieuro    | s.t.     |
| 10   | Francesco Gavazzi   | Androni    | s.t.     |